# Hugo Morales
Hugo Alberto Morales (Buenos Aires, 30 luglio 1974) è un ex calciatore argentino, di ruolo centrocampista.

## Carriera
Dopo quattro anni nell'Huracán, con 109 presenze e 16 gol, passa ai connazionali del Lanús, dove, in cinque anni, mette a segno 17 gol in 126 partite e vince la Coppa CONMEBOL del 1996. Sempre nel 1996 partecipa alla XXVI Olimpiade ad Atlanta, ottenendo il secondo piazzamento.
Nel 1999 gioca in Spagna, nel Tenerife. Qui resta per tre stagioni, collezionando 89 presenze e 9 reti.
Fa ritorno al Lanús nel 2002, a 28 anni, per una sola stagione, con 8 partite e 2 gol. Poi passa dapprima all'Independiente (16 presenze e 2 gol), poi al Nacional Medellín, in Colombia, dove, con 5 reti, contribuisce alla conquista del campionato di Apertura 2005.
Nel 2006 passa ai Millonarios, squadra di Santa Fé de Bogotá, dove gioca 10 partite, segnando 3 gol; la stagione successiva si trasferisce in Cile, all'Universidad Católica: 14 partite e 2 gol per lui.
A fine anno fa ritorno in patria, al Talleres.

## Palmarès

### Club

#### Competizioni nazionali
- Campionato colombiano: 1

Nacional Medellín: Apertura 2005

#### Competizioni internazionali
- Coppa CONMEBOL: 1

Lanús: 1996

### Nazionale
- Argento olimpico: 1

1996